# Regiones de Etiopía
Las regiones de Etiopía (en amárico: ክልል, romanizado: kilil; plural en amárico: ክልሎች, romanizado: kililoch) son las divisiones territoriales superiores de esta federación. Existen 12 regiones propiamente tal, además de 2 ciudades con estatus especial (en amárico: አስተዳደር አካባቢ, romanizado: astedader akabibi).
Este sistema de regiones administrativas reemplazó en 1995 al antiguo sistema de provincias, cuando entró en vigencia la nueva Constitución política luego del fin de la guerra civil.
La palabra kilil significa concretamente "reserva" o "área protegida" y responde a la constitución de estos territorios alineados a la división étnica del país. Algunas regiones se crearon en torno a una etnia dominante, mientras otras agrupan a dos o más pueblos.
Las regiones son gobernadas por un consejo regional, cuyos miembros son electos directamente por los distritos o woredas en que se subdivide cada región. Cada consejo tiene un presidente electo por los miembros del consejo, quien a su vez designa a un comité ejecutivo.

## Historia
Etiopía estuvo históricamente dividida en provincias. El sistema actual de regiones administrativas fue introducido en 1992 por el Gobierno de transición de Etiopía, y se formalizó en 1995 cuando la actual Constitución del país entró en vigor.
Inicialmente había 13 regiones, pero cinco de ellas se fusionaron para formar la multiétnica Región de las Naciones, Nacionalidades y Pueblos del Sur, tras las primeras elecciones de consejos regionales el 21 de junio de 1992. La capital del país Adís Abeba y Dire Dawa se convirtieron en ciudades independientes en 2004.

### Nuevas regiones
En noviembre de 2019 se celebró un referéndum en la entonces zona de Sidama de la región de las Naciones, Nacionalidades y Pueblos del Sur, en el que los votantes apoyaron una propuesta para que la zona Sidama se convirtiera en una región por derecho propio. La región de Sidama fue creada en junio de 2020.
La región de los Pueblos del Suroeste se creó el 23 de noviembre de 2021 luego de un referéndum exitoso a principios de ese año. La nueva región se separó de la región de las Naciones, Nacionalidades y Pueblos del Sur y constaba de las zonas de Keffa, Sheka, Bench Sheko, Dawro y Omo Occidental, junto con la woreda especial de Konta.
El 19 de agosto de 2023, el Estado Regional de Etiopía Meridional se creó tras el referéndum de la región meridional de Etiopía y el resto se convirtió en el Estado Regional de Etiopía Central, disolviendo así la región de las Naciones, Nacionalidades y Pueblos del Sur.

## Lista de regiones y ciudades de carácter especial
Desde 2023, las regiones y ciudades con estatus especial que conforman el país son las siguientes:
| Bandera | Nombre               | Población (2023) | Área (km2) | Capital                               | Mapa |
| ------- | -------------------- | ---------------- | ---------- | ------------------------------------- | ---- |
|         | Adís Abeba           | 3.945.000        | 527        | Adís Abeba                            |      |
|         | Afar                 | 2.076.000        | 72.051     | Semera                                |      |
|         | Amhara               | 23.216.000       | 154.709    | Bahir Dar                             |      |
|         | Benishangul-Gumuz    | 1.251.000        | 50.699     | Asosa                                 |      |
|         | Dire Dawa            | 551.000          | 1.559      | Dire Dawa                             |      |
|         | Etiopía Central      |                  |            | Welkite                               |      |
|         | Etiopía Meridional   |                  |            | Wolaita Sodo                          |      |
|         | Gambela              | 525.000          | 29.783     | Gambela                               |      |
|         | Harar                | 283.000          | 334        | Harar                                 |      |
|         | Oromía               | 40.884.000       | 284.538    | Adís Abeba (de iure) Adama (de facto) |      |
|         | Sidama               | 5.301.868        | 12.000     | Awasa                                 |      |
|         | Somalí               | 6.657.000        | 279.252    | Jijiga                                |      |
|         | Pueblos del Suroeste | 4.197.164        | 39.400     | Bonga                                 |      |
|         | Tigray               | 5.838.000        | 50.079     | Mekele                                |      |